# Tty (Unix)

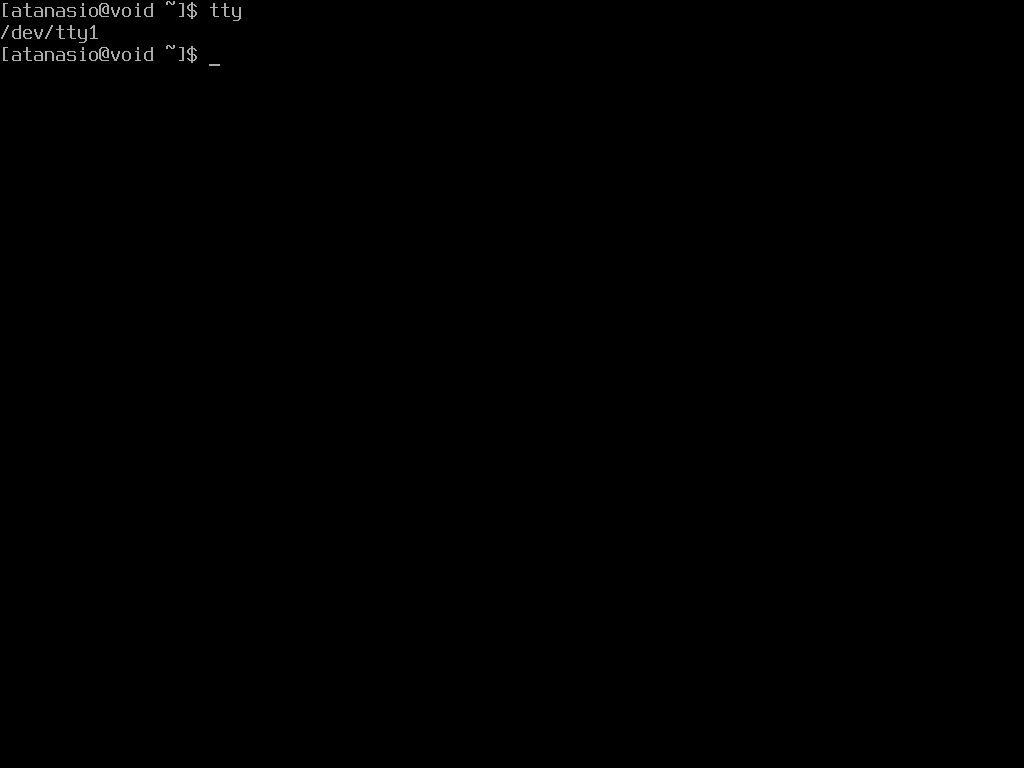
Pantalla de tty en Void Linux.

tty es un comando de Unix (también en similares como GNU/Linux) que muestra (escribe a la salida estándar) el nombre de fichero de la terminal de la entrada estándar. Para ejecutarlo, desde un emulador de terminal, se escribe tty y se pulsa Enter.
Opciones:
- -s, --silent, --quiet   no muestra nada, solo devuelve un valor de salida
- --help     muestra esta ayuda y finaliza
- --versión  informa de la versión y finaliza

Ejemplo:
user@user-desktop:~$ tty
/dev/pts/0